# Гоцанюк, Юрий Михайлович
Юрий Михайлович Гоцанюк (укр. Юрій Михайлович Гоцанюк; род. 18 июля 1966, Новая Деревня, Крымская область) — украинский и российский государственный и политический деятель. Председатель Совета министров Республики Крым с 1 октября 2019 года.

## Биография
Юрий Михайлович Гоцанюк родился 18 июля 1966 года в Новой Деревне Красноперекопского района.
С 1987 по 1990 год — учился в совхоз-техникуме с. Маленькое. С 1990 по 1996 год учился в Симферопольском сельскохозяйственном институте им. М. И. Калинина, присвоена квалификация «ученый-агроном».
В 2007 году окончил Одесский региональный институт государственного управления Национальной академии государственного управления при Президенте Украины и получил полное высшее образование по специальности «Государственное управление».
С 1984 по 1986 год — служба в рядах Советской армии.
С 1990 по 1995 год работал агрономом, затем управляющим отделения колхоза «Знамя коммунизма», селе Крестьяновка Первомайского района.
С 1995 по 2000 год — главный агроном колхоза «Знамя коммунизма».
С 2000 по 2003 год — председатель СПК «ЮНИС и К».

### Политическая деятельность
На парламентских выборах 2002 года являлся уполномоченным лицом избирательного блока «За единую Украину!».
С 2003 по 2006 год — заместитель председателя Первомайской райгосадминистрации.
На выборах в Верховную раду Украины 2006 года баллотировался от Народного блока Литвина, будучи членом Народной партии.
С 2006 года — председатель Первомайского районного совета. Член Партии регионов.
С 18 января 2013 года — председатель Нижнегорской районной государственной администрации АРК.

### После аннексии Крыма
В июне 2014 года Указом Главы Республики Крым Сергея Аксёнова Юрий Гоцанюк назначен председателем Первомайской районной государственной администрации Республики Крым.
22 августа 2016 года назначен на пост заместителя Председателя Совета министров Республики Крым.
В октябре 2018 года его назначили куратором реализации федеральных целевых программ в Крыму.
20 сентября 2019 года Гоцанюк стал временно исполняющим обязанности председателя Совета министров Республики Крым. Предыдущий состав Совета Министров Крыма отправлен в отставку.
С 1 октября 2019 года стал Председателем Совета министров Республики Крым. Его кандидатуру поддержали 67 депутатов Государственного Совета.

## Награды и звания
Украина:
- Почётная грамота Президиума Верховной Рады Автономной Республики Крым (2008)[12]
- Заслуженный работник сельского хозяйства Украины (2009)[13]
- Заслуженный работник местного самоуправления в Автономной Республике Крым (2013)[14]

Россия:
- Медаль «За защиту Республики Крым» (2015);
- Памятная медаль Министерства Российской Федерации по делам гражданской обороны, чрезвычайным ситуациям и ликвидации последствий стихийных бедствий «Маршал Василий Чуйков» (2018);
- Благодарственное письмо Президента Российской Федерации (2019);
- Юбилейная медаль Республики Крым «В ознаменование пятой годовщины воссоединения Крыма с Россией 2014—2019» (2019);
- Орден «За верность долгу» (2019);
- Медаль Республики Крым «За доблестный труд» (2021)[15].